# 172593 Vörösmarty
172593 Vörösmarty è un asteroide della fascia principale. Scoperto nel 2003, presenta un'orbita caratterizzata da un semiasse maggiore pari a 2,6283041 au e da un'eccentricità di 0,1293581, inclinata di 14,63552° rispetto all'eclittica.